# Сальвадор на літніх Олімпійських іграх 2016
Сальвадор на літніх Олімпійських іграх 2016 був представлений 8 спортсменами в 6 видах спорту. Жодної медалі олімпійці Сальвадору не завоювали.

## Спортсмени
| Дисципліна       | Чоловіки | Жінки | Разом |
| ---------------- | -------- | ----- | ----- |
| Легка атлетика   | 1        | 1     | 2     |
| Дзюдо            | 1        | 0     | 1     |
| Вітрильний спорт | 1        | 0     | 1     |
| Стрільба         | 0        | 1     | 1     |
| Плавання         | 1        | 1     | 2     |
| Важка атлетика   | 1        | 0     | 1     |
| Разом            | 5        | 3     | 8     |

## Легка атлетика
Легенда
- Note – для трекових дисциплін місце вказане лише для забігу, в якому взяв участь спортсмен
- Q = пройшов у наступне коло напряму
- q = пройшов у наступне коло за добором (для трекових дисциплін - найшвидші часи серед тих, хто не пройшов напряму; для технічних дисциплін - увійшов до визначеної кількості фіналістів за місцем якщо напряму пройшло менше спортсменів, ніж визначена кількість)
- NR = Національний рекорд
- N/A = Коло відсутнє у цій дисципліні
- Bye = спортсменові не потрібно змагатися у цьому колі

Трекові і шосейні дисципліни
| Спортсмен      | Дисципліна                                   | Фінал     | Фінал |
| Спортсмен      | Дисципліна                                   | Результат | Місце |
| -------------- | -------------------------------------------- | --------- | ----- |
| Луїс Лопес     | спортивна ходьба на 50 кілометрів (чоловіки) | DSQ       | DSQ   |
| Есенія Міранда | спортивна ходьба на 20 кілометрів (жінки)    | DNF       | DNF   |

## Дзюдо
| Спортсмен          | Категорія           | 1/32 фіналу        | 1/16 фіналу                | 1/8 фіналу                   | Чвертьфінали       | Півфінали          | Втішний поєдинок   | Фінал / БМ         | Фінал / БМ      |
| Спортсмен          | Категорія           | Суперник Результат | Суперник Результат         | Суперник Результат           | Суперник Результат | Суперник Результат | Суперник Результат | Суперник Результат | Місце           |
| ------------------ | ------------------- | ------------------ | -------------------------- | ---------------------------- | ------------------ | ------------------ | ------------------ | ------------------ | --------------- |
| Хуан Діего Турсіос | до 81 кг (чоловіки) | Bye                | Мустопулос (GRE) W 100–000 | Чрікішвілі (GEO) L 000–000 S | Завершив виступ    | Завершив виступ    | Завершив виступ    | Завершив виступ    | Завершив виступ |

## Вітрильний спорт
| Спортсмен     | Дисципліна | Заплив | Заплив | Заплив | Заплив | Заплив | Заплив | Заплив | Заплив | Заплив | Заплив | Заплив | Очки | Підсумкове місце |
| Спортсмен     | Дисципліна | 1      | 2      | 3      | 4      | 5      | 6      | 7      | 8      | 9      | 10     | M*     | Очки | Підсумкове місце |
| ------------- | ---------- | ------ | ------ | ------ | ------ | ------ | ------ | ------ | ------ | ------ | ------ | ------ | ---- | ---------------- |
| Енріке Аратун | Лазер      | 33     | 32     | 28     | 30     | 4      | 3      | 9      | 32     | 18     | 21     | EL     | 177  | 24               |

M = Медальний заплив; EL = Вибув – не потрапив до медального запливу

## Стрільба
| Спортсмен     | Дисципліна                               | Кваліфікація | Кваліфікація | Фінал            | Фінал            |
| Спортсмен     | Дисципліна                               | Очки         | Місце        | Очки             | Місце            |
| ------------- | ---------------------------------------- | ------------ | ------------ | ---------------- | ---------------- |
| Ліліан Кастро | пневматичний пістолет, 10 метрів (жінки) | 366          | 44           | Завершила виступ | Завершила виступ |

Пояснення до кваліфікації: Q = Пройшов у наступне коло; q = Кваліфікувався щоб змагатись у поєдинку за бронзову медаль

## Плавання
| Спортсмен       | Дисципліна                            | Попередній заплив | Попередній заплив | Півфінал        | Півфінал        | Фінал            | Фінал            |
| Спортсмен       | Дисципліна                            | Час               | Місце             | Час             | Місце           | Час              | Місце            |
| --------------- | ------------------------------------- | ----------------- | ----------------- | --------------- | --------------- | ---------------- | ---------------- |
| Марсело Акоста  | 200 метрів вільним стилем (чоловіки)  | 1:51.46           | 43                | Завершив виступ | Завершив виступ | Завершив виступ  | Завершив виступ  |
| Марсело Акоста  | 400 метрів вільним стилем (чоловіки)  | 3:48.82           | 22                | Н/Д             | Н/Д             | Завершив виступ  | Завершив виступ  |
| Марсело Акоста  | 1500 метрів вільним стилем (чоловіки) | 15:08.17          | 22                | Н/Д             | Н/Д             | Завершив виступ  | Завершив виступ  |
| Ребека Кінтерос | 400 метрів вільним стилем (жінки)     | 4:52.11           | 32                | Н/Д             | Н/Д             | Завершила виступ | Завершила виступ |

## Важка атлетика
| Спортсмен       | Категорія           | Ривок     | Ривок | Поштовх   | Поштовх | Загалом | Місце |
| Спортсмен       | Категорія           | Результат | Місце | Результат | Місце   | Загалом | Місце |
| --------------- | ------------------- | --------- | ----- | --------- | ------- | ------- | ----- |
| Хуліо Саламанка | до 62 кг (чоловіки) | 120       | 9     | 155       | 9       | 275     | 10    |